# Jayamakmur
Jayamakmur is een bestuurslaag in het regentschap Karawang van de provincie West-Java, Indonesië. Jayamakmur telt 5481 inwoners (volkstelling 2010).